# Gone Girls: The Long Island Serial Killer
Gone Girls: The Long Island Serial Killer är en amerikansk dokumentärserie som hade premiär den 31 mars 2025 på Netflix. Serien består av tre avsnitt. Serien är regisserad av Liz Garbus.

## Handling
Serien handlar om seriemorden på Gilgo Beach som inträffade under 1990-talet fram till 2011 i närheten i Gilgo Beach på Long Island. Serien innehåller intervjuer med journalister, polisrepresentanter samt vänner och familj till både offret och den åtalade mördaren.